# Podbeskidzie Bielsko-Biała
Maillots
Dernière mise à jour : 13 juillet 2024.
Le Podbeskidzie Bielsko-Biała est un club polonais de football basé à Bielsko-Biała.

## Historique
- 1995 : Fondation à la suite de la fusion du « Bielsko-Biala TS » avec le « BKS Bielsko-Biala » et le « DKS Komorowice ».
- Origine du club : 1907 comme « Bielitzer Fussball Klub » (FK Bielitz) changé en « Bielsko-Bialskie Towarzystwo Sportowe » en 1936.